# Polystachya laurentii
Polystachya laurentii là một loài thực vật có hoa trong họ Lan. Loài này được De Wild. miêu tả khoa học đầu tiên năm 1903.